# Ostfildern
Ostfildern – miasto w Niemczech, w kraju związkowym Badenia-Wirtembergia, w rejencji Stuttgart, w regionie Stuttgart, w powiecie Esslingen. Leży nad rzeką Körsch, ok. 5 km na południe od Esslingen am Neckar, przy autostradzie A8 i drodze krajowej B10.

## Współpraca
Miejscowości partnerskie:
- Bierawa, Polska
- Hohenems, Austria
- Mirandola, Włochy
- Montluel, Francja
- Połtawa, Ukraina
- Radebeul, Saksonia
- Reinach, Szwajcaria